# Кельмаков, Валей Кельмакович
 Валей (Валентин) Кельмакович Кельмаков (14 января 1942, Верхняя Юмья, Кукморский район, Татарская АССР, РСФСР, СССР — 28 декабря 2023, Ижевск) — советский и российский лингвист, специалист в области удмуртского языка и литературы. Доктор филологических наук, профессор (1996). Заслуженный деятель науки Российской Федерации (1997).

## Биография
Родился в семье колхозников, отец погиб во время Великой Отечественной войны. Учился в Удмуртском государственном педагогическом институте (1959—1964), а затем в аспирантуре Института языкознания АН СССР у В. И. Лыткина. В 1969 году защитил кандидатскую диссертацию «Кукморский диалект удмуртского языка». С 1971 года преподаёт в родном вузе, в настоящее время является профессором кафедры общего и финно-угорского языкознания.
В 1992—1994 годах был приглашённым профессором университетов Хельсинки и Турку. 14 декабря 1993 года защитил докторскую диссертацию (по совокупности опубликованных работ) на тему «Формирование и развитие фонетики удмуртских диалектов» (официальные оппоненты А. И. Кузнецова, Г. В. Никольская, Д. В. Цыганкин).
Специалист по диалектологии и исторической фонетике удмуртского языка, также занимался морфологией и синтаксисом удмуртского языка, историей удмуртского языкознания.
Был женат, имел двоих детей.

## Избранные труды
- Кельмаков В. К. Образцы удмуртской речи = Удмуртъёслэн вераськон сямъёссы : северное наречие и срединные говоры. — Ижевск : Удмуртия, 1981. — 297, [2] с.
- Кельмаков В. К. Образцы удмуртской речи 2: Срединные говоры. Ижевск, 1990. — 368 с.
- Кельмаков В. К. Формирование и развитие фонетики удмуртских диалектов. — Ижевск : Издательство Удмуртского университета, 1993. — 58 с.
- Kelmakov V. К., Sааrinеn S. Udmurtin murteet = Удмурт диалектъёс. — Turku; Izevsk, 1994. — 368 s.
- Кельмаков В. К. Краткий курс удмуртской диалектологии: Учеб. пос. для вузов. — Ижевск: Изд-во Удм. ун-та, 1998. — 386 с.
- Kel’makov V., Hӓnnikӓinen S. Udmurtin kielioppia ja harjoituksia. — Helsinki : Suomalais-Ugrilainen Seura, 1999. — 319 s.
- Кельмаков В. К. Диалектная и историческая фонетика удмуртского языка. Ч. 1 : учебное пособие для студентов педвузов, обучающихся по специальности «Родной язык и литература». — Ижевск : Удмуртский университет, 2003. — 276 с.
- Кельмаков В. К. Диалектная и историческая фонетика удмуртского языка. Ч. 2. — Ижевск: Удмурт. ун-т, 2004. — 394 с.
- Кельмаков В. К. Удмурт синоним кыллюкам = Удмуртский синонимический словарь: 780-лэсь тросгес синоним чур, 3600-лэсь ятыр кыл, кылтэчет, фразеологизм : дышетскисъёс но дышетисъёс понна. — Ижевск : Удмуртия, 2009. — 295 с.
- Кельмаков В. К. Вехи истории удмуртского языковедения = Удмурт кылтодослэн дырсюресысьтыз майыгъёс : [монография]. — Ижевск : Удмуртский ун-т, 2011. — 517, [1] с.
- Кельмаков В. К. Образцы удмуртской речи 3: Южные говоры 1. — Ижевск: Удмуртия, 2015. — 424 с.
- Кельмаков В. К. Острые углы удмуртской филологии. — Ижевск : Удмуртия, 2017. — 553, [1] с.

## Награды
- Золотой крест почёта (Magyar Arany Érdemkereszt) Венгрии (2014)[5]